# Jordan Crawford
Jordan McShorn Crawford (Detroit, 23 de outubro de 1988) é um jogador norte-americano de basquete profissional.
Ele jogou basquete universitário na Universidade de Indiana e na Universidade Xavier e foi selecionado pelo New Jersey Nets com a 27° escolha geral no Draft da NBA de 2010. Logo depois do draft, ele foi trocado para o Atlanta Hawks. Além dos Hawks, Crawfor jogou pelo Washington Wizards, Boston Celtics, Golden State Warriors e New Orleans Pelicans da NBA, pelo Fort Wayne Mad Ants da G-League e pelo Xinjiang Flying Tigers, Tianjin Gold Lions e Sichuan Blue Whales da Associação Chinesa de Basquete, .

## Início da vida e ensino médio
Crawford nasceu em Detroit, Michigan em 1988. No ensino médio, ele sofreu uma lesão no tornozelo, o que o forçou a perder a sua última temporada no ensino médio. Ele frequentou a Communication and Media Arts High School de Detroit e a escola preparatória, Hargrave Military Academy, em Chatham, Virgínia.

## Carreira na faculdade

### Indiana
Crawford assinou uma Carta de Intenção Nacional para jogar na Universidade de Indiana e se matriculou em 2007. Ele jogou em 30 jogos como calouro e terminou em sétimo lugar entre os calouros da Big Ten em pontos (9,7 pontos por jogo), enquanto ajudava Indiana a terminar com um recorde de 25–8 no geral, 14–4 no Big Ten e avançando para o Torneio da NCAA.
Em sua única temporada em Indiana, ele teve médias de 9.7 pontos, 3.4 rebotes e 2.3 assistências.

### Xavier
Após a polêmica de Kelvin Sampson, Crawford se transferiu para a Universidade Xavier em 2008. Tendo sido negada a elegibilidade imediata pela NCAA, Crawford teve que ficar de fora da temporada 2008-09, mas foi capaz de treinar com a equipe.
Crawford voltou a jogar na temporada 2009-10 e liderou Xavier e o Atlantic 10 com 20,5 pontos por jogo. Ele marcou dois dígitos em 31 jogos seguidos e em 34 dos 35 jogos de Xavier. Crawford marcou mais pontos (718) por um estudante do segundo ano do que qualquer outro na história de Xavier. Ele também terminou em 4º na história em mais pontos marcados em uma temporada na história da universidade. 
Em sua única temporada em Xavier, ele teve médias de 20.5 pontos, 4.7 rebotes e 2.9 assistências.
Crawford entrou no Draft da NBA de 2010 depois de dois anos jogando na faculdade, tornando-se o primeiro jogador de Xavier a entrar no draft antes de se formar.

## Carreira profissional

### Atlanta Hawks (2010–2011)

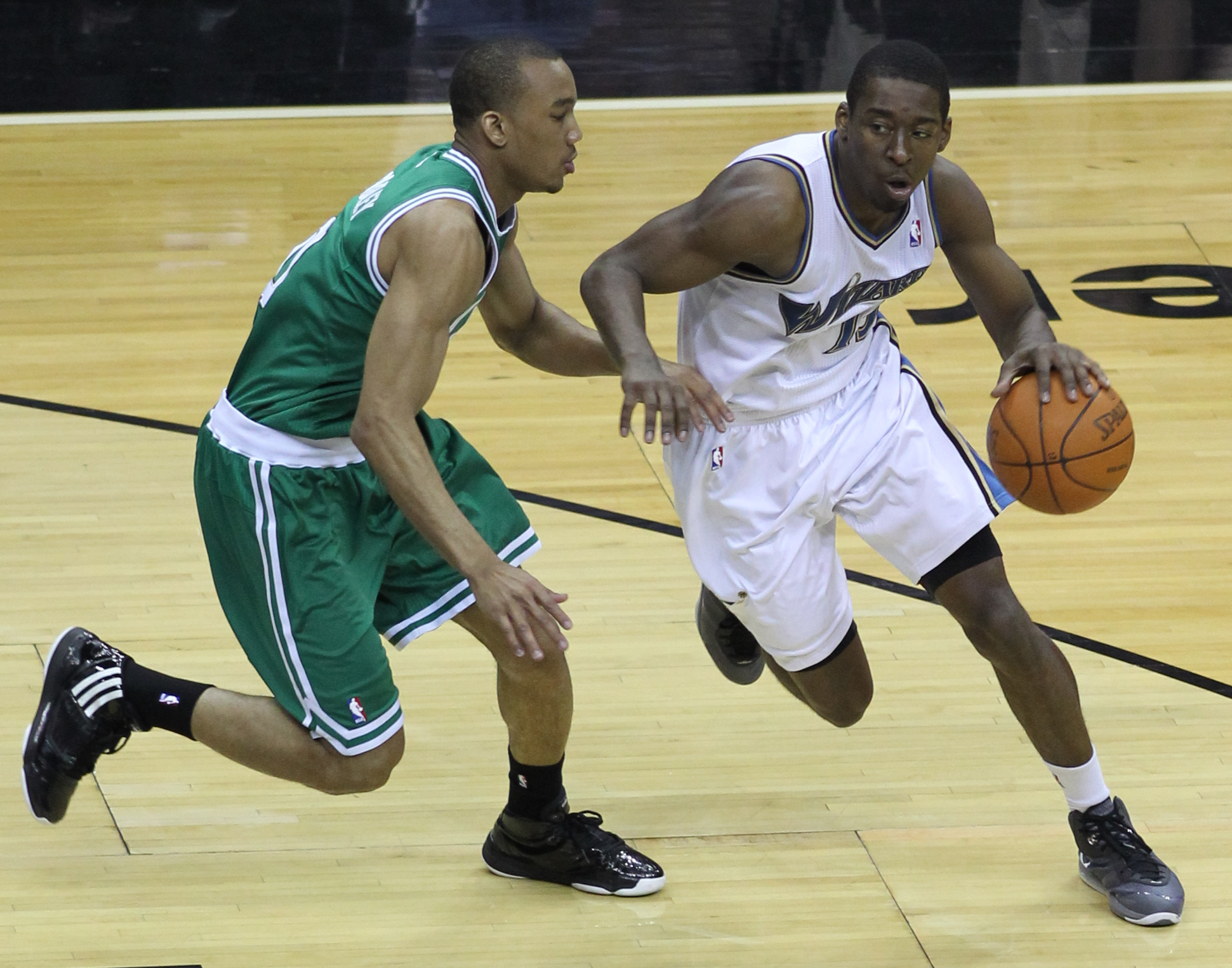
Avery Bradley e Jordan Crawford

Crawford foi selecionado pelo New Jersey Nets com a 27ª escolha geral no Draft da NBA de 2010. Ele foi posteriormente negociado com o Atlanta Hawks e ele se juntou à equipe na Summer League de 2010. Em 9 de julho de 2010, ele assinou seu contrato de novato com os Hawks.

### Washington Wizards (2011-2013)
Em 23 de fevereiro de 2011, Crawford foi negociado, junto com Maurice Evans e Mike Bibby, com o Washington Wizards em troca de Kirk Hinrich e Hilton Armstrong.
Em 1 de abril de 2011, Crawford teve seu primeiro triplo-duplo de sua carreira profissional em um jogo contra o Cleveland Cavaliers. Ele registrou 21 pontos, 11 assistências e 10 rebotes. Crawford foi o segundo novato dos Wizards naquela temporada a registrar um triplo-duplo; John Wall havia feito isso no início da temporada.
Em 3 temporadas em Washington, ele teve médias de 14.5 pontos, 2.9 rebotes e 3.4 assistências.

### Boston Celtics (2013-2014)
Em 21 de fevereiro de 2013, Crawford foi negociado com o Boston Celtics em troca de Leandro Barbosa e Jason Collins. Em sua estréia na NBA com os Celtics, ele saiu do banco para registrar 2 assistências, 3 rebotes e 10 pontos.
Devido à lesão de Rajon Rondo, Crawford tornou-se o armador titular da equipe no início da temporada de 2013-14. Em 29 de novembro de 2013, ele teve seu terceiro triplo-duplo com 11 pontos, 11 rebotes e 10 assistências na vitória por 103-86 sobre o Cleveland Cavaliers.
Em 9 de dezembro de 2013, Crawford foi nomeado Jogador da Semana na Conferência Leste após ter médias de 23,3 pontos, 6,1 assistências e 3 rebotes, ajudando os Celtics a vencer os 3 jogos durante a semana.
Em 2 temporadas em Boston, ele teve médias de 11.8 pontos, 2.9 rebotes e 4.4 assistências.

### Golden State Warriors (2014)
Em 15 de janeiro de 2014, uma negociação com três equipes envolvendo Boston Celtics, Golden State Warriors e o Miami Heat foi concluída. Os Celtics enviaram Crawford e MarShon Brooks para os Warriors. Em troca, os Celtics receberam Joel Anthony e escolhas de draft. O Heat também recebeu Toney Douglas dos Warriors como parte do acordo.
Em 16 de abril de 2014, Crawford marcou 41 pontos em uma vitória por 116-112 sobre o Denver Nuggets no último jogo da temporada regular.

### China (2014)
Em 18 de setembro de 2014, Crawford assinou um contrato de um ano com o Xinjiang Flying Tigers da Associação Chinesa de Basquete. No entanto, ele deixou Xinjiang em novembro de 2014, depois de jogar em apenas cinco jogos.

### Fort Wayne Mad Wayne (2015)
Em 10 de março de 2015, Crawford foi adquirido pelo Fort Wayne Mad Ants da D-League. Em 14 jogos pelos Mad Ants, ele obteve uma média de 24,4 pontos, 5,7 rebotes, 4,9 assistências e 2,2 roubadas de bola por jogo.

### Retorno à China (2015–2016)
Em julho de 2015, Crawford se juntou ao Dallas Mavericks para a Summer League de 2015, onde obteve uma média de 10,2 pontos, 3,0 rebotes, 2,7 assistências e 1,5 roubadas de bola em seis jogos. 
Em 28 de setembro, ele assinou com o Chicago Bulls, no entanto, ele foi dispensado em 22 de outubro, depois de jogar em cinco jogos na pré-temporada.
Em 19 de novembro, ele retornou à China, desta vez assinando contrato com o Tianjin Ronggang. Em 8 de janeiro de 2016, Crawford marcou 72 dos 104 pontos da equipe em uma derrota para o Sichuan Blue Whales.

### Grand Rapids Drive (2016–2017)
Em 30 de outubro de 2016, Crawford foi adquirido pelo Grand Rapids Drive da D-League. Em 37 jogos pelos Rapids Drive, ele obteve uma média de 23.5 pontos, 3.3 rebotes, 3.5 assistências e 1.2 roubadas de bola por jogo.

### New Orleans Pelicans (2017-2018)
Em 6 de março de 2017, Crawford assinou um contrato de 10 dias com o New Orleans Pelicans. Naquela noite, ele marcou 19 pontos contra o Utah Jazz em sua primeira aparição na NBA desde 16 de abril de 2014. Em 16 de março de 2017, ele assinou um contrato com os Pelicans pelo restante da temporada de 2016-17.
Em 22 de outubro de 2017, Crawford foi dispensado pelos Pelicans depois de jogar nos dois primeiros jogos da equipe na temporada de 2017-18. Em 5 de abril de 2018, Crawford foi contratado pelo Pelicans pelo restante da temporada.
Perto do final da temporada e durante os playoffs, Crawford usaria os tênis criados pela Big Baller Brand, sendo o primeiro jogador da NBA não relacionado à família de Lonzo Ball a usar roupas da empresa da família.

### Alemanha / Israel (2018–2019)
Em 19 de novembro de 2018, Crawford assinou um contrato de um mês com a equipe alemã Alba Berlin. No entanto, Crawford teve seu contrato com o Alba Berlin rescindido dois dias depois, depois que ele não passou nos exames físicos.
Em 8 de janeiro de 2019, Crawford assinou com a equipe israelense Ironi Nahariya pelo restante da temporada. Em 13 de fevereiro de 2019, Crawford saiu do Nahariya depois de jogar em apenas cinco jogos.

## Estatísticas da NBA

### Temporada Regular
| Ano      | Time         | PJ  | MPJ  | AP   | 3P   | LL    | RT  | AS  | BR  | TO | PPJ  |
| -------- | ------------ | --- | ---- | ---- | ---- | ----- | --- | --- | --- | -- | ---- |
| 2010–11  | Atlanta      | 16  | 10.0 | .351 | .333 | .667  | 1.8 | .9  | .2  | .0 | 4.2  |
| 2010–11  | Washington   | 26  | 33.3 | .390 | .238 | .885  | 3.0 | 3.9 | 1.4 | .1 | 16.3 |
| 2011–12  | Washington   | 64  | 27.4 | .400 | .289 | .793  | 2.6 | 3.0 | .9  | .1 | 14.7 |
| 2012–13  | Washington   | 43  | 26.2 | .415 | .345 | .821  | 3.1 | 3.7 | .6  | .1 | 13.2 |
| 2012–13  | Boston       | 27  | 21.6 | .415 | .320 | .792  | 2.7 | 2.5 | .4  | .1 | 9.1  |
| 2013–14  | Boston       | 39  | 30.7 | .414 | .318 | .873  | 3.1 | 5.7 | .9  | .1 | 13.7 |
| 2013–14  | Golden State | 42  | 15.7 | .417 | .313 | .837  | 1.5 | 1.4 | .3  | .0 | 8.4  |
| 2016–17  | New Orleans  | 19  | 23.3 | .482 | .389 | .769  | 1.8 | 3.0 | .6  | .1 | 14.1 |
| 2017–18  | New Orleans  | 5   | 10.6 | .444 | .571 | 1.000 | .8  | 2.6 | .2  | .2 | 6.6  |
| Carreira | Carreira     | 281 | 24.4 | .411 | .317 | .826  | 2.5 | 3.1 | .7  | .1 | 12.2 |

### Playoffs
| Ano      | Time         | PJ | MPJ  | AP   | 3P   | LL   | RT  | AS | BR | TO | PPJ |
| -------- | ------------ | -- | ---- | ---- | ---- | ---- | --- | -- | -- | -- | --- |
| 2013     | Boston       | 5  | 11.8 | .304 | .250 | .500 | .6  | .0 | .4 | .0 | 3.6 |
| 2014     | Golden State | 6  | 9.5  | .364 | .286 | .786 | 1.5 | .3 | .2 | .0 | 6.2 |
| 2018     | New Orleans  | 2  | 7.5  | .615 | .375 | -    | 2.0 | .5 | .5 | .0 | 9.5 |
| Carreira | Carreira     | 13 | 10.1 | .391 | .296 | .750 | 1.2 | .2 | .3 | .0 | 5.7 |

Fonte: